# Arrondissement de Rostock
 (octobre 2024).
Si vous disposez d'ouvrages ou d'articles de référence ou si vous connaissez des sites web de qualité traitant du thème abordé ici, merci de compléter l'article en donnant les références utiles à sa vérifiabilité et en les liant à la section « Notes et références ».
L'arrondissement de Rostock (Landkreis Rostock en allemand) est un arrondissement (Landkreis) du Mecklembourg-Poméranie-Occidentale au nord-est de l'Allemagne. Son chef-lieu est la ville de Güstrow. Créé par la réforme du 4 septembre 2011, il est issu de la fusion des anciens arrondissements de Bad Doberan et de Güstrow.

## Villes, communes et communautés d'administration
(nombre d'habitants en 2010)

Gliederung des Landkreises Rostock

Communes autonomes (Amtsfreie Gemeinde) :
1. Bad Doberan, ville * (11 325)
2. Dummerstorf (7 231)
3. Graal-Müritz (4 236)
4. Güstrow, ville * (30 018)
5. Kröpelin, ville (4 745)
6. Kühlungsborn, ville (7 158)
7. Neubukow, ville * (4 019)
8. Sanitz, (5 780)
9. Satow, (5 601)
10. Teterow, ville * (8 893)

Cantons (Amt) et communes rattachées
* Sièges des cantons
| - 1. Amt Bad Doberan-Land (Siège: Bad Doberan) 1. Admannshagen-Bargeshagen (2 834) 2. Bartenshagen-Parkentin (1 268) 3. Börgerende-Rethwisch (1 715) 4. Hohenfelde (831) 5. Nienhagen (1 838) 6. Reddelich (910) 7. Retschow (941) 8. Steffenshagen (475) 9. Wittenbeck (805) - 2. Amt Bützow Land 1. Baumgarten (905) 2. Bernitt (1 730) 3. Bützow, ville * (7 681) 4. Dreetz (223) 5. Jürgenshagen (1 121) 6. Klein Belitz (864) 7. Penzin (146) 8. Rühn (674) 9. Steinhagen (778) 10. Tarnow (1 154) 11. Warnow (975) 12. Zepelin (432) - 3. Amt Carbäk 1. Broderstorf * (3 088) 2. Klein Kussewitz (761) 3. Poppendorf (688) 4. Roggentin (2 705) 5. Thulendorf (566) - 4. Amt Gnoien 1. Altkalen (856) 2. Behren-Lübchin (1 025) 3. Boddin (348) 4. Finkenthal (314) 5. Gnoien, ville * (3 029) 6. Lühburg (242) 7. Walkendorf (460) | - 5. Amt Güstrow-Land (Siège : Güstrow) 1. Glasewitz (439) 2. Groß Schwiesow (289) 3. Gülzow-Prüzen (1 604) 4. Gutow (974) 5. Klein Upahl (272) 6. Kuhs (332) 7. Lohmen (732) 8. Lüssow (913) 9. Mistorf (650) 10. Mühl Rosin (1 084) 11. Plaaz (785) 12. Reimershagen (477) 13. Sarmstorf (525) 14. Zehna (638) - 6. Amt Krakow am See 1. Dobbin-Linstow (550) 2. Hoppenrade (771) 3. Krakow am See, ville * (3 294) 4. Kuchelmiß (870) 5. Lalendorf (3 205) - 7. Amt Laage 1. Diekhof (937) 2. Dolgen am See (692) 3. Hohen Sprenz (511) 4. Laage, ville * (5 591) 5. Wardow (1 407) - 8. Amt Mecklenburgische Schweiz (Siège : Teterow) 1. Alt Sührkow (425) 2. Dahmen (544) 3. Dalkendorf (292) 4. Groß Roge (667) 5. Groß Wokern (1 080) 6. Groß Wüstenfelde (935) 7. Hohen Demzin (443) 8. Jördenstorf (892) 9. Lelkendorf (530) 10. Prebberede (788) 11. Schorssow (506) 12. Schwasdorf (627) 13. Sukow-Levitzow (462) 14. Thürkow (419) 15. Warnkenhagen (356) | - 9. Amt Neubukow-Salzhaff (Siège : Neubukow) 1. Alt Bukow (547) 2. Am Salzhaff (519) 3. Bastorf (1 090) 4. Biendorf (1 266) 5. Carinerland (1 152) 6. Kirch Mulsow (329) 7. Rerik, ville (2 218) - 10. Amt Rostocker Heide 1. Bentwisch (2 549) 2. Blankenhagen (813) 3. Gelbensande * (1 723) 4. Mönchhagen (1 118) 5. Rövershagen (2 525) - 11. Amt Schwaan 1. Benitz (363) 2. Bröbberow (510) 3. Kassow (374) 4. Rukieten (310) 5. Schwaan, ville * (5 087) 6. Vorbeck (327) 7. Wiendorf (787) - 12. Amt Tessin 1. Cammin (811) 2. Gnewitz (221) 3. Grammow (181) 4. Nustrow (159) 5. Selpin (518) 6. Stubbendorf (145) 7. Tessin, ville * (3 898) 8. Thelkow (451) 9. Zarnewanz (391) - 13. Amt Warnow-West 1. Elmenhorst/Lichtenhagen (4 196) 2. Kritzmow * (3 246) 3. Lambrechtshagen (2 880) 4. Papendorf (2 482) 5. Pölchow (925) 6. Stäbelow (1 350) 7. Ziesendorf (1 395) |